# 国立成功大学医学部附属病院
国立成功大学医学部附属病院（こくりつせいこうだいがくふぞくびょういん）は、台湾台南市北区にある病院。国立成功大学医学部附属の大学病院である。

## 歴史
- 1988年：国立成功大学医学部附属病院が設立。
- 2005年：819軍事病院に編入され、成大病院の斗六分院となる。

## アクセス
台南駅からの徒歩圏内。

## 周辺
- 国立成功大学キャンパスに隣接
- 国立成功大学陸上競技場
- 台南公園（中国語版）